# Francisco de la Cruz (fraile)
Fray Francisco de la Cruz, (Mora, 28 de diciembre de 1585-La Alberca de Záncara, 6 de julio de 1647) fue un fraile carmelita castellano, hermano lego de la Orden de la Antigua y Regular Observancia de los Hermanos de la Bienaventurada Virgen María del Monte Carmelo (O. Carm.), a su muerte fue declarado Venerable Siervo de Dios. 

## Biografía

### Primeros años
Hijo legítimo de Bartolomé Sánchez, portugués, y de María Hernández, de Alcobendas, ambos progenitores eran hijosdalgo. Su padre se volvió pobre de solemnidad, y una vez no tuvo dinero para hacer la paga a favor del rey, y no cumpliendo, como estaba obligado, le prendieron; y le metieron en un calabozo, poniéndole grillos y cadena. Francisco, resolvió escalar la cárcel, romper las prisiones y consiguió darle la libertad.
Antes de tomar los hábitos trabajó como arriero, labrador de viñas, criado de clérigo y segador. Fue novicio en el Convento del Carmen de Alcalá de Henares, de dónde el padre prior de Alcalá, habiendo dado cuenta al padre provincial, y con orden suya, le llamó una noche muy a deshora, y haciéndole poner su vestido secular, le quitó el hábito y despidió del convento. Tomó el hábito por segunda vez para el convento de las Dominicas en La Alberca de Záncara. Corrió su año de noviciado, y llegado el tiempo de su profesión se recibieron los votos con aclamación común de los religiosos, que lo estimaban por humilde y obediente. El día de su profesión, fue en 29 de mayo de 1620.

### Obra y hechos singulares como religioso
Hizo peregrinaje descalzo y alimentándose de pan y agua (1643-1646) a Roma, Jerusalén, Tierra Santa y Santiago de Compostela, con una cruz a cuestas —de unos siete kilos y medio de peso—.
Diseñó el cuadro de la Santa Fe Católica, la reconoció con examen particular el Consejo Real de Castilla, y aprobó y se le dio licencia para que la estampase y publicase por cédula, firmada por su Majestad en 6 de julio de 1637. 
El papa Inocencio X le concedió, para su convento de Santa Ana de La Alberca de Záncara, al año un jubileo en el día de la Santísima Trinidad para el altar de Nuestra Señora de la Fe, y otro en el altar de Nuestra Señora del Socorro en el día en que se celebra su fiesta, entrambos para el convento de Santa Ana de la Alberca, y en que se bendijera solemnemente la Santa Cruz con su autoridad pontificia. 
Erigió altares con el título de Santa Fe Católica, en la Alberca, Villarrobledo, San Clemente, Tembleque, Argamasilla, Alcázar de San Juan, Madridejos, Campo de Criptana, Toledo, etc.
Fundó congregaciones en muchos lugares con el título de nuestra Santa Fe Católica, firmándose los que en ellas eran recibidos como esclavos de la Fe.

## Legado
La Vida de fray Francisco de la Cruz fue escrita en 1667 por el presbítero Sebastián Muñoz Suárez, quien imprimió una segunda edición en 1688, con adiciones del doctor en teología y catedrático de filosofía de la Universidad de Salamanca, Marcelino Fernández de Quiros. Reediciones en 1749, 1768 y 1898 —en 1998 la Diputación Provincial de Cuenca hizo una edición facsímil de esta última—.
Está enterrado en el altar mayor del convento de Santa Ana. En el siglo xvii una imagen de fray Francisco corona el retablo mayor de dicho convento.
Las localidades de La Alberca de Záncara y Mora tienen una calle dedicada a su nombre. En La Alberca de Záncara tienen por patrona a La Santa Cruz que portó fray Francisco en su peregrinación, y a la cual le han dedicado una calle.
Tiene paralizada su petición de santidad ante la Congregación para las Causas de los Santos, en Roma. Su figura, también, ha sido tratada, entre otros, por el miembro de la Real Academia de la Historia, Balbino Velasco Bayón, y por el historiador y escritor carmelita, Florencio del Niño Jesús. En la Biblioteca Nacional de España hay un manuscrito que narra su paso por Francia, en el año 1643.